# Melipona brachychaeta
Melipona brachychaeta är en biart som beskrevs av Jesus Santiago Moure 1950. Melipona brachychaeta ingår i släktet Melipona och familjen långtungebin. Inga underarter finns listade i Catalogue of Life.